# Hulín (Talmud)
Hulín (en hebreo: מסכת חולין) (transliterado: Masejet Hulín ) es el tercer tratado de la Mishná del orden de Kodashim. Hulín trata sobre las leyes relativas al sacrificio de mamíferos y de aves para el consumo de carne como alimento, no para un uso sagrado, y sobre la cashrut, la ley judía sobre la alimentación.

## Contenido
Hulín, trata sobre el sacrificio de animales no consagrados. El tratado consta de 12 capítulos que tratan sobre las leyes para el sacrificio de mamíferos y aves de corral para un consumo alimentario, y no para un uso sagrado, y también trata de otras normas relacionadas con el consumo de carne, y sobre las leyes dietéticas en general. Las reglas prescritas para la matanza kosher, que se conoce como Shejitá, incluyen cinco cosas que deben ser evitadas:
- En primer lugar, no debe haber ningún retraso en el sacrificio del animal.

- En segundo lugar, no se puede ejercer presión sobre el movimiento del cuchillo hacia adelante y hacia atrás.

- En tercer lugar, no se debe permitir que el cuchillo se deslice más allá de un área determinada de la garganta.

- En cuarto lugar, no debe haber empuje del cuchillo bajo la piel del animal, o entre el esófago y la tráquea.

- En quinto lugar, la garganta y la tráquea no deben ser arrancadas de su posición durante el sacrificio del animal.[3]